# 128474 Arbacia
128474 Arbacia è un asteroide della fascia principale. Scoperto nel 2004, presenta un'orbita caratterizzata da un semiasse maggiore pari a 3,0699538 UA e da un'eccentricità di 0,0757155, inclinata di 10,17214° rispetto all'eclittica.